# 廖内洛·曼弗雷多尼亚
廖内洛·曼弗雷多尼亚（義大利語：Lionello Manfredonia，1956年11月27日—），意大利男子足球运动员，场上位置是后卫。他曾代表意大利国家队参加1978年国际足联世界杯，结果获得第四名。